# Chaetodon paucifasciatus
Chaetodon paucifasciatus là một loài cá biển thuộc chi Cá bướm (phân chi Rhombochaetodon) trong họ Cá bướm. Loài này được mô tả lần đầu tiên vào năm 1923.

## Từ nguyên
Từ định danh paucifasciatus được ghép bởi hai âm tiết trong tiếng Latinh: tiền tố pauci ("ít, nhỏ") và fasciatus ("có sọc"), do loài này ban đầu chỉ được xem là một phân loài của Chaetodon madagaskariensis và có ít sọc đen hơn C. madagaskariensis.

## Phạm vi phân bố và môi trường sống
C. paucifasciatus có phân bố giới hạn ở khu vực Biển Đỏ và vịnh Aden. Mẫu định danh của C. paucifasciatus được thu thập tại tỉnh Biển Đỏ (Ai Cập).
C. paucifasciatus sinh sống ở những khu vực mà san hô phát triển và đá vụn bao phủ trên các rạn viền bờ, độ sâu đến ít nhất là 65 m.

## Mô tả

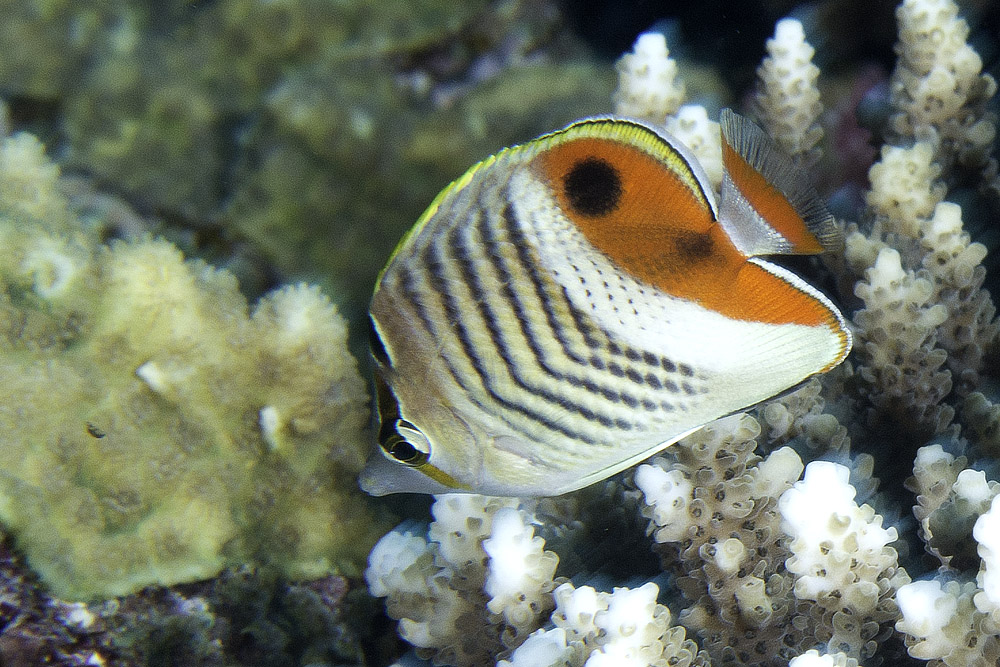
C. paucifasciatus đang lớn

C. paucifasciatus có chiều dài cơ thể lớn nhất được ghi nhận là 14 cm. Thân của C. paucifasciatus có màu trắng với các đường sọc đen hình chữ V ở hai bên thân, ngoài ra có nhiều chấm đen rải rác trên thân, đặc biệt là ở phần thân giữa sọc chữ V cuối cùng và vùng màu đỏ thân sau. Vùng màu đỏ ở thân sau lan rộng sang toàn bộ phần vây lưng mềm và phía cuối vây hậu môn. Nửa sau vây đuôi cũng có một vệt đỏ cam ở gần rìa; phần rìa sau của vây đuôi trong suốt. Đỉnh đầu có một đốm đen viền trắng với một vệt vàng cam băng dọc qua mắt. Cá con có một đốm đen lớn trên phần vây lưng mềm.
Hoa văn cơ thể có thể không hoàn toàn giống nhau ở mỗi bên thân, chủ yếu khác nhau ở các sọc chữ V (mặc dù khác biệt này rất nhỏ). Các sọc chữ V có thể bị đứt đoạn hoặc xuất hiện thêm các mảng vảy đen nối hai sọc gần nhau. Trong một thí nghiệm về việc kết đôi ở C. paucifasciatus, người ta nhận thấy C. paucifasciatus bị thu hút bởi những cá thể cùng loài có nhiều điểm giao nhau giữa các sọc và có xu hướng bỏ qua kiểu hình sọc đứt đoạn.

## Phân loại học
Trong phân chi Rhombochaetodon, C. paucifasciatus hợp thành nhóm chị em với các loài Chaetodon madagaskariensis, Chaetodon mertensii và Chaetodon xanthurus. Nhóm chị em này đặc trưng bởi các sọc chữ V ở hai bên thân, thân sau có các màu vàng, cam hoặc đỏ với một sọc băng qua mắt. Trừ C. mertensii, các loài còn lại đều có một đốm "vương miện" trên đỉnh đầu.
Kiểu hình của C. paucifasciatus rất giống với C. madagaskariensis. Tuy nhiên, C. madagaskariensis có nhiều sắc cam hơn ở thân sau, thay vì đỏ như C. paucifasciatus, và vệt sọc băng qua mắt có màu đen (vàng cam ở C. paucifasciatus). C. xanthurus dễ dàng phân biệt với các chị em còn lại nhờ vào kiểu hình "mắt lưới" trên thân (được tạo bởi viền đen của các lớp vảy).

## Sinh thái học

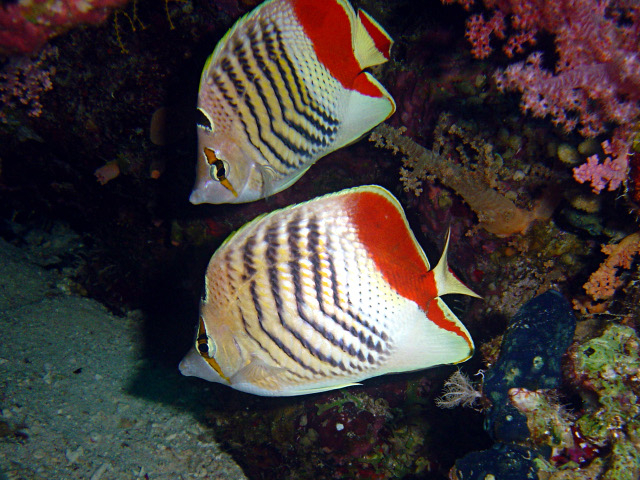
Một cặp C. paucifasciatus

C. paucifasciatus là loài ăn tạp, thức ăn của chúng bao gồm tảo, giun nhiều tơ và động vật giáp xác nhỏ. C. paucifasciatus cũng có thể ăn san hô nhưng chúng không phụ thuộc hoàn toàn vào nguồn thức ăn này.
C. paucifasciatus thường kết đôi với nhau, cũng có khi hợp thành một nhóm nhỏ. Vào ban đêm, các cặp đôi tách nhau ra để nghỉ ngơi. Khi gặp lại vào sáng hôm sau, chúng thực hiện hành động chào hỏi bằng cách sử dụng miệng chạm vào thân của nhau.
Ở vịnh Aqaba, thời điểm sinh sản của C. paucifasciatus diễn ra từ tháng 8 đến tháng 10.

## Thương mại
C. paucifasciatus được thu thập trong các hoạt động thương mại cá cảnh.